# كهرماء قطر
تأسست كهرماء قطر( المؤسسة العامة القطرية للكهرباء والماء ) في يوليو 2000 لتنظيم وصيانة إمدادات الكهرباء والماء لسكان قطر .  منذ تأسيسها، تعمل كهرماء كشركة مستقلة على أساس تجاري برأسمال إجمالي يصل إلى ثمانية مليارات ريال قطري . كهرماء هي المالك والمشغل الوحيد لنظام النقل والتوزيع لقطاع الكهرباء والمياه في قطر.

## روابط خارجية
- الموقع الرسمي